# Balokány

Balokány Pécs térképén

Balokány városrész Pécs délkeleti részén található, a Siklósi út, a Zsolnay Vilmos út, Basamalom és a Tüskésréti út között. A városrész, melynek neve talán török eredetű ( „Balu hanja”, „Báli hanja”, esetleg „Balikhane” – azaz Balu majorja, Báli kereskedőszállása, illetve „halas, mocsaras hely”) saját ligettel és tóval büszkélkedhet. A városrész északi része nemrég lendületes átalakulásban volt, hiszen a Pécs2010 Kulturális Főváros projekt két jelentős beruházása is itt történt. A Zsolnay Vilmos utcától délre eső részen épült, egymáshoz közel a Kodály Központ és a Dél-dunántúli Regionális Könyvtár és Tudásközpont.

## Nevének eredete
A Balokány név eredete és etimológiája sokáig tisztázatlannak látszott. A pécsi Balokány kialakulására vonatkozó adatok alapján egyértelmű, hogy ez a név eredetileg mocsaras rétet, állóvizet jelentett. A Balokány név Pécsett is a horvát (bosnyák) lakosságtól származik. A név török eredete – mely szerint Balu hánja, vagyis Balu kocsmája – nem bizonyítható sem nyelvi, sem nyelven kívüli tényekkel. Madas József A Pécsi Balokány c. írása szerint a Balukanya helynév első írásos említése 1701-ből származik.

## Története
A Balokány eredetileg hatalmas, dél felé húzódó agyaggödör volt. Ez szolgáltatta az agyagot a város téglaégetőjének és a lakóknak, valószínűleg már a török hódoltság alatt is. Mikor a vízzáró agyagréteget már letermelték, a gödör fenekén alulról források fakadtak. Ekkor a város mellett, a keleti oldalon új agyaggödröt kezdett. 1746-ban a városi tanács elrendelte Ballukanya kitisztítását és rétté alakítását, ezért ott földmunka és ároktisztítás kezdődött. Vagyis a volt agyaggödörben fakadt öt forrás vizét földtöltésekből készült medencében összefogták és a felesleg levezetésére vízárkot készítettek.

## Balokány fürdő
A Balokány-tó mellé 1853-ban Engel Adolf építtetett fürdőt, melyet Albert főhercegről neveztek el. Vasútvonal építése miatt a Balokány-tavat kettévágták. 1886-ban a fából készült medencét felújították, immáron téglából és cementből készült medencére, ezzel együtt a környéket is parkosították és rendezték. 1933-ban a fürdőt felújították, amely során már a ma ismert állapotok készültek el. A kesztyűgyáros Hamerli János dédunokája, Hamerli Antal 1939-ben Pécsről készített filmjében pedig már egy-két kocka erejéig szerepel a tó és a liget.
Az 1980-as évek elején a strandfürdőt bezárták, így 1988-ra a betelepített halak már elpusztultak, a tó eutrofizálódni kezdett, a területet pedig a „szórakozó ifjak”, illetve a hajléktalanok lassan „lelakták”. Fordulatot az 1995-ös év hozott, amikor győzött végre a szakmai érvelés: a Balokány-liget és tó sorsát nem lehet együtt kezelni a Balokány stranddal kapcsolatos elképzelésekkel, hiszen a fürdő rehabilitációja csak hosszú távon valósítható meg, ezen idő alatt viszont a park és a tó elsorvad. Még abban az évben leeresztették a tavat, és a benne lévő kétezer köbméter berohadt iszapot eltávolították. Az elvégzett munkának köszönhetően a tó még ugyanazon év végére kifogástalan állapotba került. Nem maradt azonban anyagi forrás a szökőkút helyreállítására, mely a víz oxigénellátását biztosította.
1996 tavaszán a kilevegőztetett és megtisztított iszapban a hínármagok erőre kaptak, és addig nem tapasztalt mértékű elhínárosodást okoztak. A Pécs 2010 Európa kulturális fővárosa program keretében a liget részben megújult, azonban a terület időközben méltatlan állapotba került, ezért a többi részének a megóvására civil összefogás indult. Ennek  eredményeként 2011 nyarán megalakult a Balokány-ligetért Egyesület, amely 2012-ben együttműködési szerződést kötött a terület tulajdonosával, Pécs Megyei Jogú Város Önkormányzatával. Ennek köszönhetően az elmúlt években számos rendezvény (pl. Víz Világnapja, városi majális) és több fejlesztés is megvalósult a ligetben. Kitisztították az Aranyeső-forrást, amelynek falazatán kialakítottak egy szökőkutat. Kihelyeztek új köztéri szemeteseket és padokat, a régi padokat felújították. Ezen kívül korszerűsítették a közvilágítást, felújították a Pepita épületét, telepítettek díszhalakat és beszereztek csónakokat, felújították az épület előtti padsorokat, létesítettek egy ivókutat és egy kültéri oktatótermet. Továbbá a liget ritka és értékes fái mellett ismertető táblákat helyeztek el, és a területet részlegesen akadálymentessé tették.  2021 nyarán elkészült a felújított tószínpad, 2022-ben gyermekjátszótér került kialakításra, 2023-tól pedig egy nosztalgikus hangulatú kerthelyiség egészíti ki a Pepita épületében működő büfét.
A civil kezdeményezés célja kezdettől fogva egy családi és közösségi park („Pécs zöld szíve”) kialakítása volt, ahol különféle rendezvényeket lehet tartani; ezt a célt sikerült is megvalósítani. A továbbiakban is számítanak az Önkormányzat, mint tulajdonos segítségére, valamint a Pécsi Tudományegyetemre, mint partnerre is, hiszen a liget közelében több egyetemi kar, kollégium, valamint a regionális könyvtár is megtalálható.

## Képek

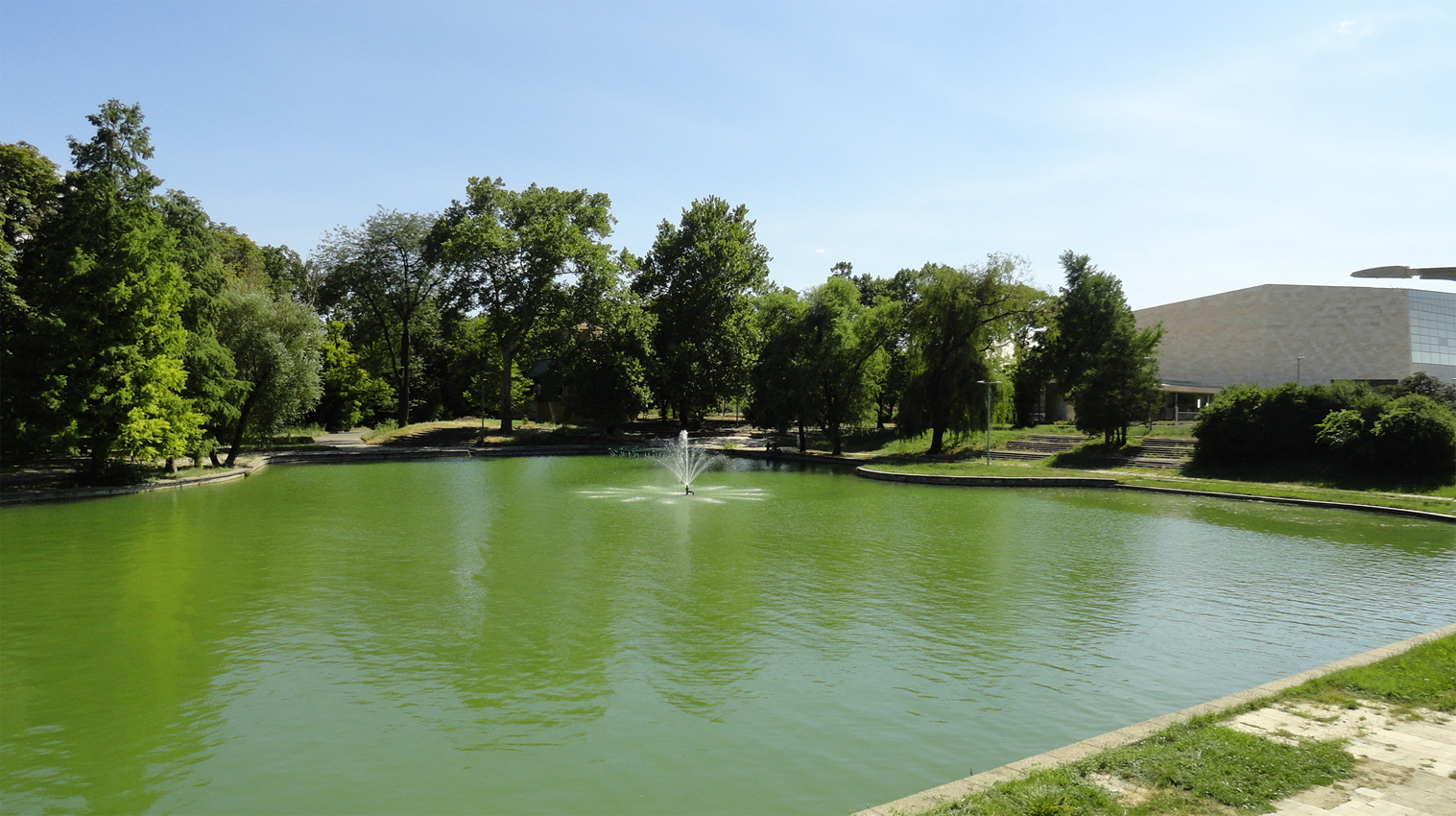
A tó, háttérben a Kodály Központtal
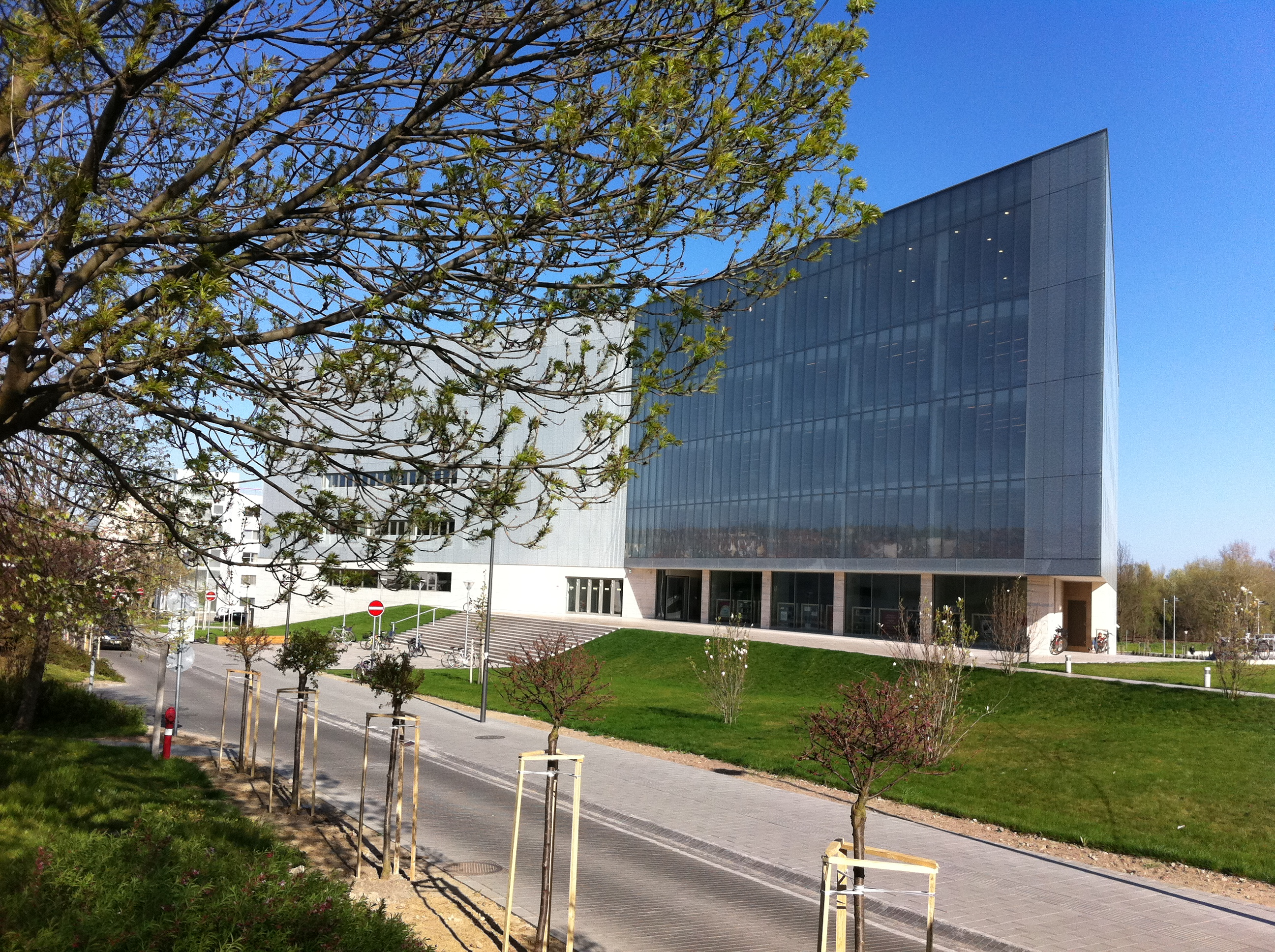
A Dél-dunántúli Regionális Könyvtár és Tudásközpont
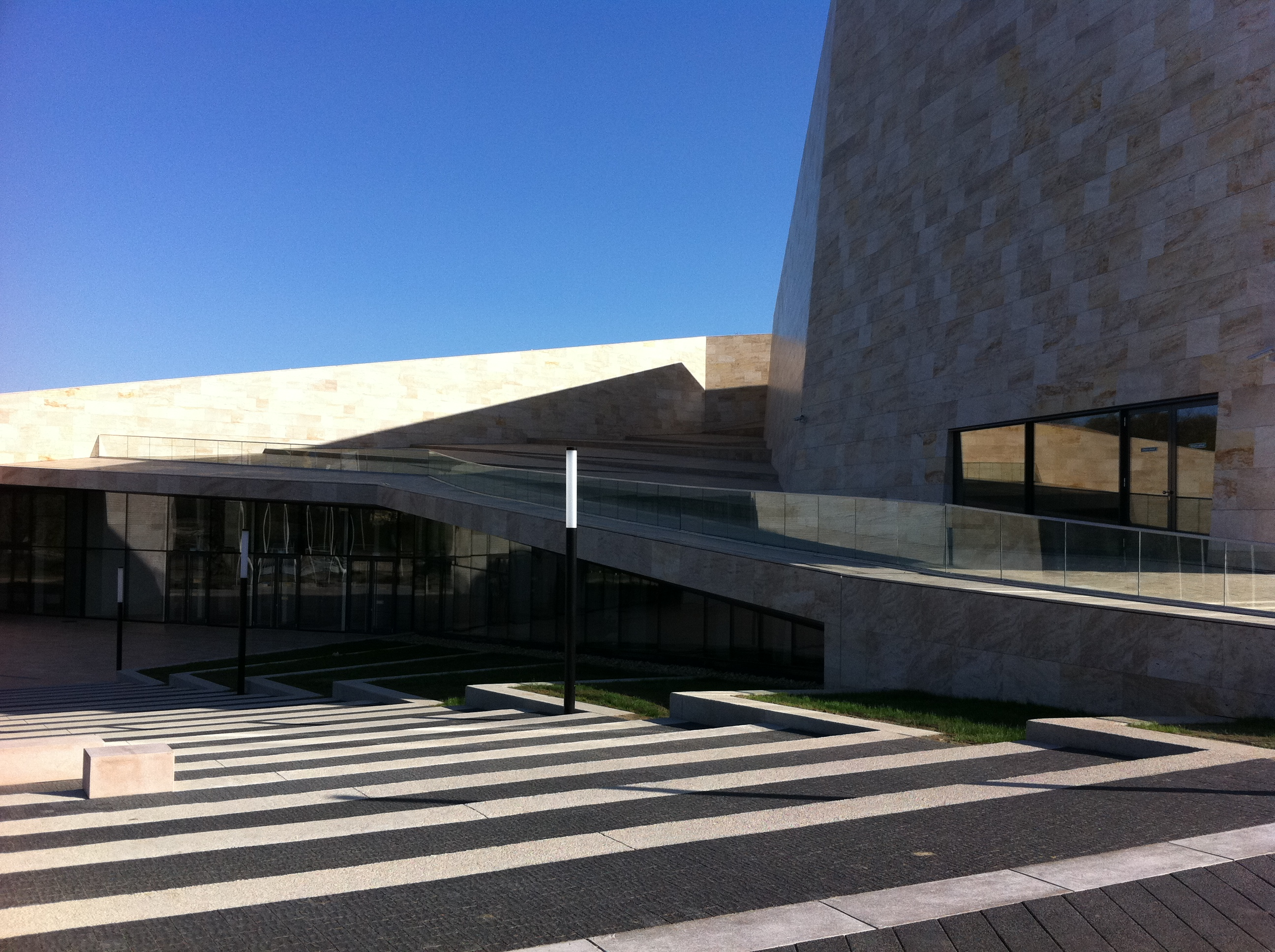
A 2010-ben épült Kodály Központ